# ミステリー作家・朝比奈耕作シリーズ
『ミステリー作家・朝比奈耕作シリーズ』（ミステリーさっか・あさひなこうさくシリーズ）は、2016年から2018年までTBS系「月曜名作劇場」で放送されたテレビドラマシリーズ。全2回。原作は吉村達也「朝比奈耕作シリーズ」『惨劇の村』五部作。主演は小泉孝太郎。

## キャスト

### 朝比奈家
朝比奈耕作
演 - 小泉孝太郎
ミステリー作家。
夏目椿
演 - 阿南敦子
家政婦。
朝比奈耕之介
演 - 佐戸井けん太
耕作の父。元民俗学者。20年以上前に死亡。

### 警視庁捜査一課
中沢義信
演 - 阿南健治
階級は警部。
小野田一郎
演 - 飛坂光輝（第1作）、足立尭之（第2作）
刑事。中沢の部下。

### その他
尾車泰之
演 - 里見浩太朗
教授。心理学者。耕之介の古くからの知り合い。

### ゲスト
第1作「花咲村の惨劇」（2016年）
- 花柳唯子（一呂志の後妻・元保育園保母） - 星野真里
- 花柳一呂志（龍太郎と蝶子の長男・外資系証券会社のトレーダー） - 山中聡（少年期：黒澤宏貴）
- 三谷大二郎（花咲村の駐在） - 鈴木正幸
- 花柳龍太郎（花柳家当主） - 児玉謙次
- 花柳二由樹（龍太郎と蝶子の次男） - 阿部亮平
- 花柳四穂美（龍太郎と蝶子の次女） - 渋谷飛鳥
- 花柳三沙子（龍太郎と蝶子の長女・東京都世田谷区在住） - 須藤温子
- 花柳明（一呂志と前妻の息子） - 須田瑛斗
- 福井初乃（花柳家の使用人） - ぼくもとさきこ
- 三枝亮介（フリーライター・26年前失踪） - 大内厚雄
- 安達（サンライズ出版 編集者） - 大西武志
- 花咲村の医師 - 野村昇史
- 花咲村の農家 - 竹本純平
- マンション転落死事件の目撃者 - 森本のぶ、高橋美津子
- 花柳蝶子（龍太郎の前妻・離婚後も花柳家に居住） - ジュディ・オング
- 花咲村の村人 - ニシイアキラ
- 佐伯賢三（花柳家の使用人） - 山本龍二
- 花柳苑子（龍太郎の後妻・咲山家の末裔） - 床嶋佳子

第2作「鳥啼村の惨劇」（2018年）
- 高林智里（朝比奈耕作の担当編集者） - 南沢奈央
- 鳥神翔子（翼のマネージャー・鳥啼村出身） - 雛形あきこ（12歳：柿原りんか）
- 鳥神京子（翔子のいとこ・分家） - 遠野なぎこ
- 柿沼正二（東京ベイテレビ ドラマプロデューサー） - デビット伊東
- 結城翼（若手俳優・翔子の実弟） - 上遠野太洸
- 羽鳥三都子（鳥神家の家政婦） - 千葉雅子
- 横田康介（鳥啼村の駐在） - 鈴木正幸
- 窪田六郎（脚本家） - 阪田マサノブ
- 鳥神純子（翔子の母・22年前病死） - 篠原ゆき子
- 太田柊一（23年前の8人殺しの容疑者・故人） - 吉田智則
- 岩下吾郎（俳優・鳥啼村出身） - モロ師岡
- 祈祷師 - 阪上和子
- 黄金一京介（俳優） - 草野イニ
- 太田しず江（太田の母） - 池田道枝
- 劇団の講師 - 吉成浩一
- 鳥居猿彦（鳥神家の使用人） - 永澤俊矢
- 鳥神姫羽（鳥神家の当主・翔子の祖母・純子の母） - 小柳ルミ子

## スタッフ
- 原作 - 吉村達也「惨劇の村」シリーズ（徳間書店刊）
- 脚本 - 大石哲也
- 演出 - 麻生学
- 編成 - 橋本孝
- プロデューサー - 東田陽介、井上季子
- 製作 - TBS、テレパック

## 放送日程
| 話数 | 放送日        | サブタイトル | 原作             | 脚本     | 演出   |
| ---- | ------------- | ------------ | ---------------- | -------- | ------ |
| 1    | 2016年6月06日 | 花咲村の惨劇 | 「花咲村の惨劇」 | 大石哲也 | 麻生学 |
| 2    | 2018年3月12日 | 鳥啼村の惨劇 | 「鳥啼村の惨劇」 | 大石哲也 | 麻生学 |